# Ritz Carlton Philadelphie
Le  Ritz Carlton Philadelphie (ou Girard Trust Building) est un gratte-ciel de 120 mètres de hauteur construit à Philadelphie aux États-Unis en 1930. Il abrite un hôtel.
Les architectes sont les agences McKim, Mead and White et Hillier Architecture.